# کیوان نواک
کیوان نواک (به انگلیسی: Kayvan Novak) (زاده ۲۳ نوامبر ۱۹۷۸، لندن، انگلستان) هنرپیشه و کمدین ایرانی-بریتانیایی است.

## گزیدهٔ نقش‌آفرینی‌ها
- کروئلا (فیلم ۲۰۲۱)
- فون‌جکر (۱۳ قسمت)
- شهر هالبی (۵ قسمت)
- پدینگتون
- مردان سیاه‌پوش: بین‌المللی
- چهار شیر
- سیریانا
- روز موعود خواهد آمد
- خشم کوبایی
- انسان‌های نخستین (صداپیشه)
- آنچه در سایه انجام می‌دهیم (نقش اصلی)
- افسانه‌های واهی